# Molophilus diversistylus
Molophilus diversistylus là một loài ruồi trong họ Limoniidae. Chúng phân bố ở miền Australasia.